# Pseudantechinus roryi
Pseudantechinus roryi é uma espécie de marsupial da família Dasyuridae. Endêmica da Austrália, onde está restrita à Austrália Ocidental.
- Nome Científico: Pseudantechinus roryi (Cooper, Aplin e Adams, 2000)

## Características
Esta espécie tem a parte superior marrom, o ventre branco. A face é acizentada, atrás das orelhas tem manchas alaranjadas e patas brancas. A cauda é mais escura em cima do que em baixo. Mede cerca de 7–9 cm de comprimento e a cauda de 6–8 cm, pesa cerca de 15 gramas;

## Hábitos alimentares
É insetisivoro de hábitos noturnos;

## Habitat
Vivem em regiões áridas e rochosas, matagais xéricos e desertos;

## Distribuição Geográfica
Ilha Barrow, Austrália Ocidental;